# The Vigil - Non ti lascerà andare
The Vigil - Non ti lascerà andare (The Vigil) è un film del 2019 diretto da Keith Thomas.

## Trama
Yakov è un ragazzo con brutte vicissitudini personali, che l'hanno portato ad abbandonare la fede ebraica e a rivolgersi a una comunità di persone che lo aiutino a superare il suo lutto. Come se non bastasse, Yakov non riesce a trovare un lavoro, in quanto non abbastanza qualificato nemmeno per scrivere un buon curriculum vitae. In seguito a una riunione, durante la quale si è scambiato i contatti con una ragazza di nome Sarah, Yakov viene avvicinato dal rabbino che era solito frequentare precedentemente, il quale gli offre un lavoro con lo scopo di farlo riavvicinare all'ebraismo. Il lavoro offerto è quello di shomer, ossia di persona che dovrà vegliare sul corpo di un defunto nel corso della notte, pronunciando delle preghiere. Yakov vorrebbe rifiutare, ma i 400 dollari che gli vengono offerti gli fanno cambiare idea.
Arrivato nella casa del defunto, viene accolto molto male dalla vedova, che vorrebbe con tutta se stessa che lui andasse via di lì. Yakov non le dà ascolto e svolge l'attività per la quale era stato pagato. Presto, inizia tuttavia ad avere varie allucinazioni visive e uditive, che secondo quanto affermato dalla vedova sarebbero in realtà ricordi del defunto, che per qualche motivo si stanno manifestando. Iniziano, tuttavia, veri e propri incubi a occhi aperti, che costringono Yakov a rivivere il suo trauma: l'uccisione del suo fratello minore, che era solo un bambino, da parte di teppisti antisemiti. Yakov cerca di contattare il suo psicoterapeuta per parlargli di cosa sta accadendo, ma una sorta di forza sovrannaturale sembra impedirglielo. Subito dopo, Yakov incontra nuovamente la vedova e nota in lei comportamenti ancora più strani di prima.
Attraverso le parole della vedova e un video girato da un defunto, Yakov scopre cosa sta accadendo: il morto e sua moglie erano perseguitati da un demone, che li costringeva a rivivere i loro ricordi peggiori all'infinito e che impediva loro fisicamente di uscire dalla loro abitazione. Il monito del defunto è semplice: se non darà fuoco a un'apparizione del demone entro la prima notte in cui gli appare, non potrà mai liberarsene. Inizialmente, lui si rifiuta di credere che quello che vede sia reale, convincendosi che la vedova sia in realtà affetta da demenza, ma quando prova a fuggire il demone glielo impedisce. Yakov prova a comunicare con il suo terapeuta e con Sarah, ma il demone lo blocca, prendendo il loro posto durante le conversazioni.
Dopo essere stato costretto ad affrontare ancora il trauma di suo fratello, ritrovandosi addirittura con una creatura che assume le sembianze del bambino, Yakov capisce che l'unico modo per salvare la sua vita è dare fuoco al demone. Armatosi di coraggio e di simboli religiosi, Yakov affronta l'essere durante una delle sue terribili apparizioni: il suo gesto riesce a debellare la creatura e a restituire la libertà perfino alla vedova. Nel giorno successivo, il rabbino, ancora ignaro di quanto è successo, spera ancora che Yakov si riavvicini alla fede, tuttavia ottiene l'ennesimo rifiuto da un ragazzo ora più che mai intenzionato a vivere la propria vita e il proprio presente. Quando il ragazzo si  allontana dall’abitazione, una figura sfocata scende le scale e con passo ambiguo si incammina verso la stessa direzione, lasciando intendere che probabilmente Yakov è destinato a convivere con il demone per il resto della sua vita.

## Distribuzione
Il film è stato presentato nel settembre 2019 al Toronto Film Festival. È stato distribuito nelle sale cinematografiche statunitensi a partire dal 5 agosto 2020 e in quelle italiane a partire dal 10 settembre 2020.